# Zdychava
Zdychava je vodní tok v Gemeru, v severní části okresu Revúca. Je to významný levostranný přítok Muráně a měří 15 km. Horní tok se často označuje jako Ráztoka.

## Geografie
Pramen: v Stolických vrších na severozápadním svahu vrchu Stolica (1476,4 m n. m.), pod Slanským sedlem (1234,3 m n. m.), v nadmořské výšce kolem 1100 m.
Směr toku: na horním toku na jihozápad, od soutoku s Hutským potokem na jih, na dolním toku na jihojihozápad
Geomorfologické celky: Stolické vrchy, podcelek Stolica
Přítoky: zprava dva přítoky z oblasti Javoriny, Hutský potok, přítok zpod Radzimu (970,3 m n. m.), zleva přítok (910,3 m n. m.) zpod Stolice, zpod Lehotské hole, Hluboký potok, přítok zpod Faltenova sedla (1254 m n. m.), Zdychavský potok, přítok ze západního úpatí Kohúta (1409 m n. m.), Pstružný potok a přítok z jihozápadního úpatí Malého Kohúta (1192,3 m n. m.).
Ústí: do Muráně u města Revúca v nadmořské výšce okolo 308 m n. m.
Obce: Muránska Zdychava, Revúčka a město Revúca